# T34 Heavy Tank
Der T34 Heavy Tank ist ein schwerer US-amerikanischer Panzer aus der Zeit des Zweiten Weltkrieges, der allerdings nie über das Prototypstadium hinauskam. Es wurden zwei Exemplare gebaut.

## Geschichte
Bereits im Jahr 1944 erfolgte die Entwicklung der schweren US-Panzertypen T29 und T30, um ein wirkungsvolles Gegenmittel gegen die schweren deutschen Panzer, wie z. B. der Panzerkampfwagen VI, zur Verfügung zu haben.
Die beiden Panzer-Typen sind fast identisch, abgesehen von deren Geschützen, nämlich ein 105-mm-Geschütz im Heavy Tank T29 und ein 155-mm-Geschütz im T30.
Anfang 1945 forderte das Ordnance Department der US Army die Konstruktion eines weiteren Prototyps mit einer 120-mm-Kanone als Hauptwaffe. Schnell wurde deutlich, dass dieses Geschütz mit geringeren Mündungsgeschwindigkeiten eine bessere panzerbrechende Wirkung hatte als das 105-mm- oder die 155-mm-Geschütze des T29 und T30. Im Mai 1945 empfahl demnach das Ordnance Department, dass zwei der T30-Prototypen mit der 120-mm-Kanone ausgestattet werden sollten. Diese Fahrzeuge erhielten die Bezeichnung T34 Heavy Tank. Dabei griff man auf eine modifizierte Variante der Flugabwehrkanone 120 mm Gun M1.
Ursprünglich sollte der T34 denselben GAC-Motor von Ford erhalten wie der T29 und der T30. Nach der Kapitulation Japans wurde dies jedoch verworfen. Der T30 sollte einen Continental AV-1790-Motor erhalten, während der T34 einen Allison V-1710-Flugmotor verwenden sollte. Im November 1946 wurde bekannt gegeben, dass beim T34 ebenfalls der Continental AV-1790-Motor verbaut werden würde.
Der schwere Panzer T34 hatte das gleiche Fahrgestell, den gleichen Aufbau und den gleichen Turm wie der T29 und der T30. Er hatte acht Laufrollen und eine Wanne mit einer schrägen Front und einer horizontalen Oberseite. Im Turm fanden ein Richtschütze, zwei Ladeschützen und der Kommandant Platz. An der Rückseite des Turmes mussten Stahlgewichte angeschweißt werden, um das Geschütz auszubalancieren.
Die ersten beiden T34-Prototypen wurden im Jahr 1947 ausgeliefert, die in Fort Knox und auf dem Aberdeen Proving Ground getestet wurden. Die größten Probleme gab es mit der 120-mm-Kanone, im Besonderen mit den Pulvergasen im Innenraum, die sich dort nach dem scharfen Schuss akkumulierten. Hierbei sollen sogar mindestens zwei Mann ins Krankenhaus gebracht worden sein, weil sich unverbrannte Pulverreste der ausgeworfenen Hülsen im Turm entzündeten.
Aufgrund diverser Konstruktionsmängel kam der T34 Heavy Tank nie über das Prototypenstadium hinaus. Als nachteilig wurden die hohe Masse, die unzureichende Mobilität im Gelände sowie die anhaltenden Probleme mit der Hauptwaffe bewertet. Immerhin konnten die gewonnenen Erfahrungen in die Entwicklung des Kampfpanzers M103 einfließen.

## Erhaltenes Exemplar
Einer der beiden Prototypen existiert noch und ist im Außenbereich des National Armor and Cavalry Museum in Fort Moore ausgestellt.